# Lope de Rueda
Lope de Rueda (Sevilla, 1510 körül – Córdoba, 1565 körül) 16. századi spanyol költő, drámaíró. 
Bár a pásztorjáték „műfaját” Juan del Encina vezette be a spanyol irodalomba, de a szoros értelemben vett dráma megteremtése Lope de Rueda nevéhez fűződik.

## Életútja
Eleinte aranyműves volt, később, talán 1551-ben színész és egy vándor színtársulat vezetője lett. Társulatával saját darabjait adta elő spanyol városokban és talán II. Fülöp spanyol király udvarában is. 1554–1557 között vándorló énekes-táncos feleségével együtt Valladolidban tartózkodott, 1558-ban a segoviai székesegyház felszentelésekor bemutatott egy vidám darabot, 1559-ben társulatával Sevillában, 1561-ben Toledóban lépett fel. Cervantes szerint Córdobában, az ottani székesegyházban temették el.
Fennmaradt négy prózában írt (Eufemia, Armelina, Medora, Los Engañados) és egy verses komédiája, két pásztori beszélgetése (Kamila, Timbria) és tizenegy pasója. A paso – mulattató felvonásközi betét, rövid realisztikus jelenet a köznép életéből. Komédiái olasz minták szerint íródtak, illetve azok szabad fordításai és 6–10 jelenetből állnak. Az előadásokat gitárszó kísérte. A sikert a tréfacsináló (simples) biztosította, aki darabjaiban szinte el sem hagyja a színpadot. Könnyed, tiszta nyelv, jellegzetes kasztíliai fordulatok, jókedv és komikai érzék, a mindennapi környezet és szokások életre keltése jellemzi komédiáit. Cervantes és Lope de Vega egyaránt a spanyol színjátszás megteremtőjét látták benne.
Színdarabjait először barátja és követője, Juan de Timoneda adta ki (Valencia, 1567).